# Manifiesto hacker

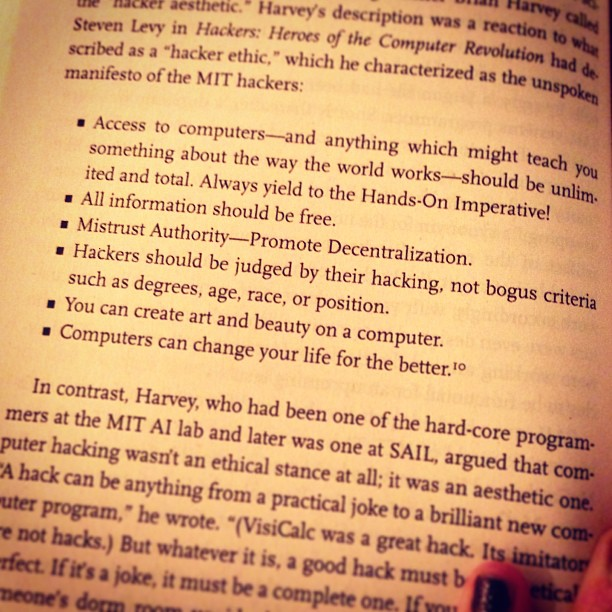
Una página del Manifiesto hacker

The Conscience of a Hacker (conocido en español como "Manifiesto Hacker") es un breve ensayo escrito el 8 de enero de 1986 por un hacker en seguridad informática bajo el seudónimo de "The Mentor" Loyd Blankenship, quien perteneció a la segunda generación del grupo de hackers "Legion of Doom".
El manifiesto fue escrito después de la detención del autor y publicado por primera vez en la revista en línea Phrack. Su escrito puede ser encontrado en varios sitios web, así como en artículos promocionales como camisetas o en películas.

## Reseña
Considerado como piedra angular en la cultura hacker, el Manifiesto sirve como una guía para los hackers de todo el mundo, especialmente a los nuevos en el área. Sirve como un fundamento ético del hacking, y afirma que hay un punto dentro del hacking, que sobrepasa a los deseos egoístas de explotar o dañar a otras personas, y que la tecnología debe utilizarse para ampliar nuestros horizontes y tratar de mantener el mundo libre.

Cuando se le cuestionó acerca de su motivación para escribir el artículo, Blankenshio dijo: 
Estaba por retirarme del hacking y Craig (Knight Lightning) necesitaba algo para la siguiente edición de Phrack. Yo estaba leyendo La Luna es una cruel amante, el cual estaba habla acerca de la idea de la revolución.
 En un evento público prominente, se le preguntó acerca de su detención y su motivación para escribir el artículo, Blankenship dijo: 
 Estaba en una computadora en la que no debía haber estado. Tuve una gran empatía por mis amigos de todo el país se encontraban en la misma situación. Esto fue después de ver "Juegos de Guerra" (la película), por lo que prácticamente la percepción pública sobre piratas informáticos era 'bueno, vamos a iniciar una guerra nuclear, o jugar Tres en línea' y así decidí de que iba a tratar de escribir lo que realmente sentía era la escena de lo que estábamos haciendo y por qué lo estábamos haciendo.

## En la cultura popular
El artículo es citado varias veces en la película de 1995 Hackers, aunque en la película se lee el manifiesto desde una revista de hackers 2600, no en la verdadera revista llamada phrack. También fue reproducido dentro del CD del videojuego "Uplink". The Mentor dio lectura al "Manifiesto Hacker" y ofreció una percepción adicional en H.O.P.E. También es un objeto en el juego Culpa Innata. "El manifiesto hacker" también es el nombre de un libro escrito por el profesor de medios de comunicaron McKenzie Wark de The New School. Un póster del "manifiesto hacker" se encuentra en The social network en el dormitorio de Mark Zuckerberg.